# ブラジルの国章
ブラジルの国章（ブラジルのこくしょう）は、1889年、ブラジルで革命が起き共和政が樹立された4日後の11月19日に制定された。中央のエンブレム部分を、ブラジルの主要な作物であるコーヒー（左側）とタバコ（右側）の枝が取り囲んでいる。中央には空色の円盤があり、南十字星（みなみじゅうじ座）の形に銀の星が配されている。円盤を取り囲む27個の星は、ブラジルの26の州と一つの連邦直轄区を表す。
下方の青い帯には、中央上にブラジルの正式な国名（República Federativa do Brasil、ブラジル連邦共和国）が、下には共和国が樹立された日（1889年11月15日）が書かれている。

## 現在の国章
連邦共和国の国章は1889年の布告第4号で制定され、1968年5月28日の法律第5443号で修正されている。国章を描くには、高さと幅の比率は15:14で、以下の各項を考慮しなければならない。
- I - 円形の盾は、スカイブルー（azul-celeste）の地に5つの銀色（prata）の星を南十字星の形に配置する。円の境界（bordura）は金色で縁取り、国旗にあるのと等しい数の銀色の星で周りを囲む。
- II - 円形の盾は、星型に切り分けられた10個の放射状の色面（gyronny）の上に置かれる。放射状の色面は、緑（sinopla）と金が交互に配され、星型の外側は二種類の線で縁取られる。内側が赤（goles）、外側が金である。
- III - これらは剣の上に置かれる。剣は、刀身が白く、柄頭が金で、柄が青（blau）、中央は赤で銀色の星が中にあるように描かれる。これらは、デキスター側（盾を持つ側から見て右）に実のなっているコーヒーの枝、シニスター側（同じく左）に花の咲いているタバコの枝がつくる輪の上にある。枝葉は双方とも正しい色で、青い帯で結ばれ、20個の頂点のある星型をなす金色の輝きの上に置かれる。
- IV - 剣の柄の上にある青い巻物の上には、金色で中央に正式国名の「República Federativa do Brasil」、デキスター側の端に「15 de Novembro」（11月15日）、シニスター側の端に「de 1889」（1889年）と書く。

1889年の制定後、1968年に色合いが明るいものに変更された。その後、州の増加に合わせて星を追加する修正が1971年と1992年に行われている。

## ブラジル帝国の国章
ブラジル帝国の国章はペドロ1世とペドロ2世の両方が用いた。1889年のクーデターで帝政が倒されて以来、帝政時代の国章は使われない。
1822年9月18日、ブラジルの独立宣言から11日後、ドン・ペドロ王子（ブラジル皇帝ペドロ1世）は最初の国章を定めた。これは緑の盾にポルトガルの「キリスト騎士団十字」を置きその上に金色の天球儀をあしらい、天球儀の周りを青い輪と19の銀星が取り囲み、盾の上にはダイアモンドのある王冠を載せ、周りをコーヒーとタバコの枝で囲んだものだった。1822年10月12日、新生ブラジルは帝国を宣言してドン・ペドロ王子は皇帝となり、この国章は帝国国章と呼ばれるようになった。
国章の中の星の数はブラジル帝国の州の数を反映するもので、少しずつ変化した。また王冠のデザインも、当初はポルトガル国王の王冠を使い、ペドロ1世が戴冠式をした1822年12月1日から1841年までは最初の帝冠のデザインを用いた。1841年7月18日、親政を始めたペドロ2世が戴冠式を行うと、このときのために作られたより豪華な帝冠が国章にも用いられ、帝政崩壊まで使用された。

## 歴代の紋章

ポルトガル領ブラジル1500年から1815年までの紋章
オランダ領ブラジルの紋章（1624年から1654年まで）
ポルトガル・ブラジル及びアルガルヴェ連合王国1815年から1822年までの紋章
摂政王子ペドロの下で独立したブラジルの国章、1822年9月18日 - 1822年12月1日
1822年から1870年までのブラジル帝国の小紋章
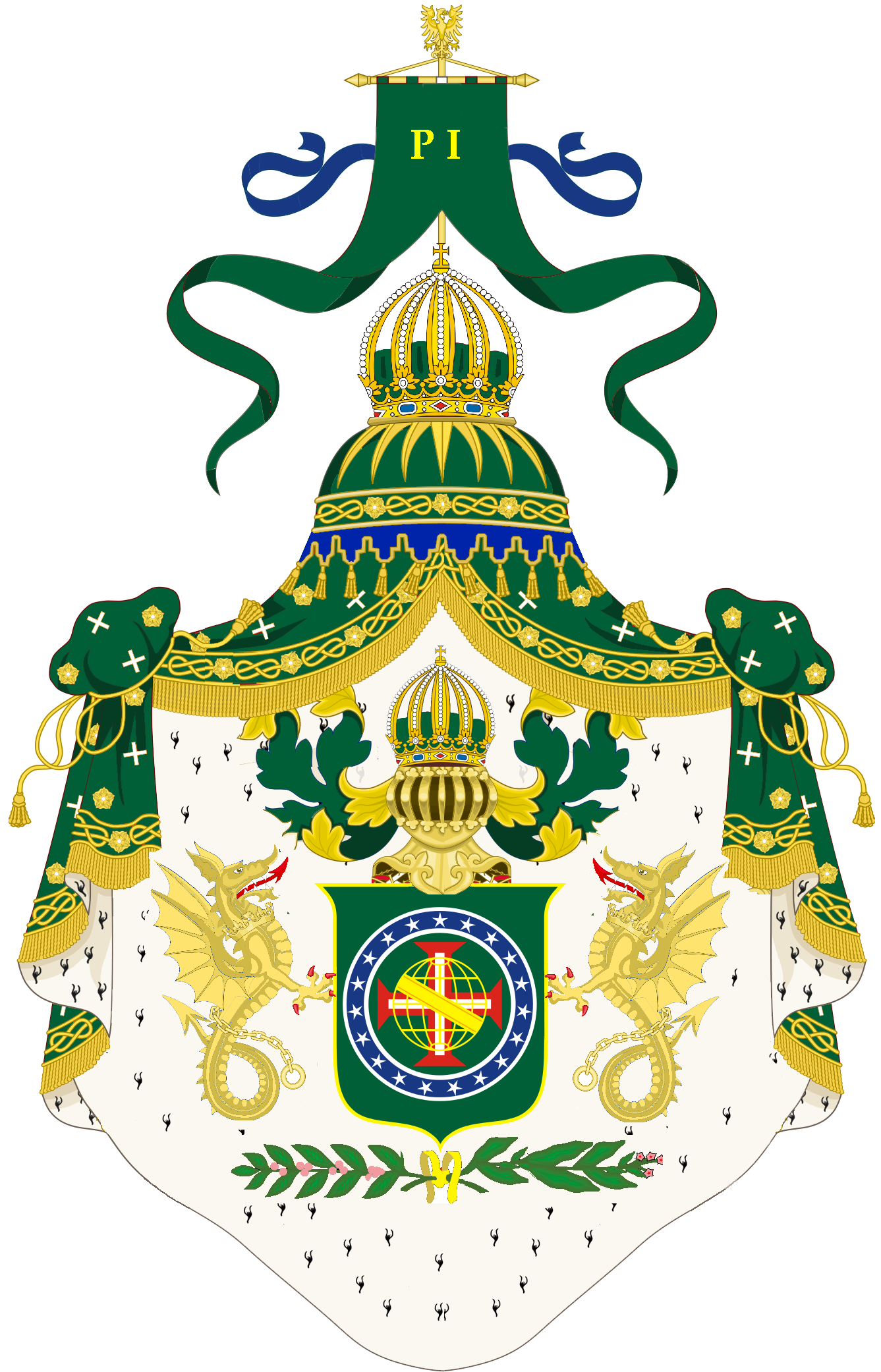
1822年から1870年までのブラジル帝国の大紋章
1870年から1889年までのブラジル帝国の小紋章
1870年から1889年までのブラジル帝国の大紋章
ブラジル合衆国の紋章（1889年）
1889年から1968年までのブラジル合衆共和国の国章
1968年から1971年までのブラジル連邦共和国の国章
1972年から1992年までのブラジル連邦共和国の国章